# 蘇菲·英高爾
蘇菲·露伊絲·英高爾，OBE（1991年9月2日—）是一名威爾斯職業足球員，司職後衛或防守中場，現時效力英女超球會車路士，並代表威爾斯參加國際比賽。

## 球會生涯

### 早年生涯
英高爾於男子青年足球隊山谷流浪（英語：Vale Wanderers）開始足球生涯，但由於威爾斯足總政策，令她在12歲後不能再效力男子青年隊。由於當時的威爾斯缺乏女子足球的青訓系統，因此英高爾有一年的球會生涯空窗期。山谷流浪及後成立了女子隊，因此英高爾在一年後回歸母會。在短暫效力山谷流浪女子隊及迪納斯波伊斯女子隊（英語：Dinas Powys Ladies）後，她在15歲時轉投卡迪夫城。

### 卡迪夫城
英高爾在2007年加盟英女超球會卡迪夫城，並在短暫效力預備隊後在加盟首季即成為一隊球員。

### 車路士
2011年12月，英高爾轉投車路士。2012年3月11日，英高爾在對陣白禮頓的女子足總盃賽事中上演地標戰，協助球隊以3–0勝出晉級。她在加盟首季即隨隊晉身英格蘭女子足總盃決賽，並在決賽中擔任正選中堅，球隊最終在互射十二碼階段不敵伯明翰。

### 布里斯托學院
2014年2月，英高爾加盟距離家鄉較近的布里斯托學院。她在賽季結束後於球會續約一年，並在2015賽季成為球隊隊長。球隊在2015賽季於聯賽墊底降班。

### 利物浦
英高爾在布里斯托學院降班後成為一眾英女超球會的轉會目標，她在2015年12月選擇加盟利物浦。
她在2017年及2018年連續兩年獲得由利物浦球員互選的利物浦賽季最佳女子球員。

### 車路士
2018年6月，英高爾回到車路士，簽下一紙為期兩年的合約。
2023年11月18日，英高爾在對陣前球會利物浦的比賽後以184次上陣次數刷新了英女超出賽紀錄。

## 國家隊生涯
英高爾曾效力威爾斯U17及U19，並曾擔任U19梯隊的隊長。
2009年10月28日，英高爾在對陣阿塞拜疆的世界盃外圍賽敗仗中上演國家隊地標戰。
2011年12月，英高爾入選英國的2012年奧運會初選名單，但落選決選名單。
她在2014年7月對陣蘇格蘭的熱身賽中第50次為威爾斯上陣。
英高爾在2015年伊斯特里亞盃前夕獲威爾斯領隊珍·拉德洛委任為威爾斯國家隊隊長
2020年9月22日，英高爾在對陣挪威的2022年歐洲女子足球錦標賽外圍賽中達成為國家隊上陣第100次的紀錄。
2021年5月27日，英高爾入選英國的2020年奧運會決選名單，為隊內唯一一個威爾斯球員。

## 個人生活
英高爾是已出櫃的女同性戀。

## 榮譽
英高爾在2023年元旦授勳獲獲OBE勳銜。

### 球會
車路士
- 英格蘭女子超級聯賽：2019–20（英语：2019–20_FA_WSL）、2020–21（英语：2020–21_FA_WSL）、2021–22（英语：2021–22_FA_WSL）、2022–23（英语：2022–23_FA_WSL）
- 英格蘭女子足總盃：2020–21（英语：2020–21 Women's FA Cup）[31]、2021–22（英语：2021–22 Women's FA Cup）[32]、2022–23（英语：2022–23 Women's FA Cup）[33]
- 英格蘭女子聯賽盃（英语：FA Women's League Cup）：2019–20（英语：2019–20 FA Women's League Cup）[34]、2020–21（英语：2020–21 FA Women's League Cup）[35]
- 英格蘭女子社區盾（英语：Women's FA Community Shield）：2020（英语：2020 Women's FA Community Shield）[36]
- 歐洲女子聯賽冠軍盃亞軍：2020–21[37]

### 個人
- 利物浦賽季最佳女子球員（英语：Liverpool_Player_of_the_Season_Awards）：2017[13]、2018[14]
- 提名：2020[38]

## 外部連結
- Profile （页面存档备份，存于） at Chelsea F.C. Women
- Soccerway資料庫：蘇菲·英高爾
- 蘇菲·英高爾的X（前Twitter）